# Козачий Стан
Козачий стан (Kosakenlager) — військова організація під час Радянсько-німецької війни, яка об'єднувала козаків у складі вермахту і СС. До травня 1945 року, при здачі в англійський полон, налічувала 24 тисячі військових і цивільних осіб.

## Початок формування козацьких частин у складі вермахту
На відміну від інших проектів формування національних частин з колишніх громадян СРСР, Адольф Гітлер і його найближче оточення прихильно дивилися на ідею формування козацьких частин, оскільки дотримувалися теорії про те, що козаки були нащадками готів, а значить належали не до слов'янської, а до арійської раси. До того ж, на початку політичної кар'єри, Гітлера підтримували деякі козацькі лідери.

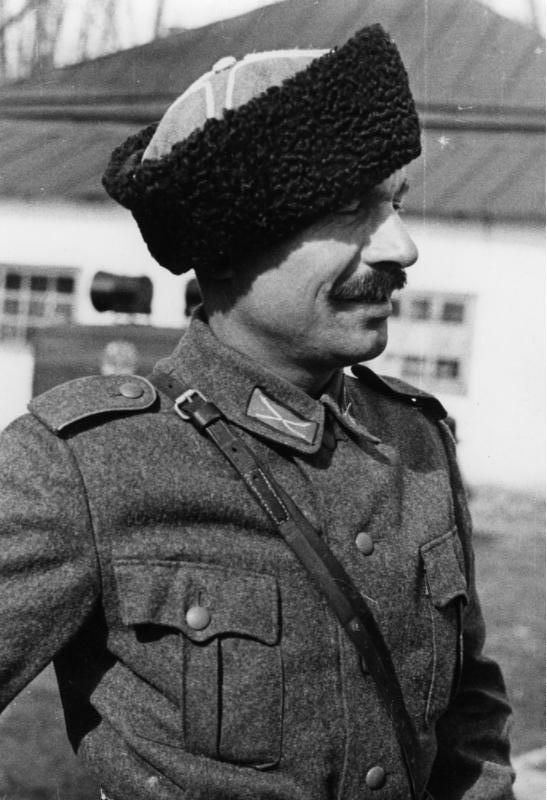
Козак Вермахту, 1944

У жовтні 1942 року в окупованому німецькими військами Новочеркаську з дозволу німецької влади пройшов козачий сход, на якому був обраний штаб Війська Донського та розпочалась організація козацьких формувань у складі вермахту, як на окупованих територіях, так і в емігрантському середовищі. Створення козацьких частин очолив колишній полковник царської армії Сергій Васильович Павлов, який за радянської влади працював інженером на одному з заводів Новочеркаська. Ініціатива Павлова була підтримана Петром Миколайовичем Красновим.

## Формування Козачого стану
З січня 1943 року німецькі війська почали відступати з Дона, з ними на захід почали відходити і частина козаків з родинами. У Кіровограді С.В. Павлов, керуючись декларацією німецького уряду від 10 листопада 1943 року, приступає до створення «Козачого Стану». Під командування Павлова, який отримав звання «похідного отамана», стали прибувати козаки майже з усього Півдня Росії.
31 березня 1944 року в Берліні було утворено Головне управління козачих військ (нім. Hauptverwaltung der Kosakenheere) на чолі з П.М. Красновим, С. В. Павлов став одним з його заступників. У червні 1944 Козачий Стан був передислокований до Білорусі в район міст Барановичі — Слонім — Єльня — Столиці — Новогрудок.
17 червня 1944 полковник Павлов загинув. Похідним отаманом Стана був призначений колишній білогвардійський сотник Т.М. Доманов. У липні 1944 року Стан на короткий час перемістився в район Білостока.
У серпні 1944 року козаки Стану брали діяльну участь у придушенні Варшавського повстання, зокрема — сформований в 1943 році у Варшаві козачий поліцейський батальйон (понад 1000 чоловік), конвойна-охоронна сотня (250 осіб), козачий батальйон 570-го охоронного полку, 5-й Кубанський полк Козачого стану під командуванням полковника Бондаренко. Підрозділ на чолі з хорунжим І. Анікіним отримав завдання захопити штаб керівника польського повстанського руху генерала Т. Бур-Коморовського. Загалом, козаки захопили в полон близько 5 тисяч повстанців. За виявлену старанність німецьке командування нагородило багатьох з козаків і офіцерів орденом Залізного Хреста.
6 липня 1944 було вирішено перекинути козаків у північну Італію (Карна) для боротьби проти італійських антифашистів. Пізніше в той же район переселяються козачі сім'ї, а також кавказькі частини під командуванням генерала Султан Килича Ґерая.
В Італії у Козачому Стані виходила газета «Козача земля», багато італійських містечок були перейменовані в станиці, а місцеві жителі піддалися часткової депортації.
У квітні 1945 року Козачий Стан був реорганізований в Окремий козачий корпус під командуванням Походного Отамана генерал-майора Доманова. На той момент у складі корпусу налічувалося 18 395 стройових козаків і 17 014 біженців. Корпус перейшов під управління командувача РОА генерала А. Власова. 
30 квітня командувач німецькими військами в Італії генерал Ретингер ухвалив рішення про капітуляцію. У цих умовах керівництво Стана наказало козакам переселитися в східний Тіроль (Австрія). 2 травня 1945 почався перехід через Альпи і 10 травня, на Великдень козаки прибули до міста Лієнц. Незабаром туди ж підійшли інші козачі частини, зокрема, під командуванням генерала А.Г. Шкуро.

## Видача СРСР
18 травня 1945 року Стан капітулював перед британськими військами, полонені козаки були розміщені в декількох таборах. 27 травня півтори тисячі козачих офіцерів були відвезені в місто Філлах нібито на одноденну конференцію — для переговорів з англійським командуванням. Насправді ж їх повезли далі до зони радянської окупації в місто Юденбург і там видали частинам Червоної Армії. Серед видаваних офіцерів 68% радянськими громадянами ніколи не були, тому що опинилися за кордоном відразу по закінченні громадянської війни. Ця частина козаків була видана всупереч зобов'язанням Великої Британії. Дізнавшись про рішення союзного командування, багато козаків здійснили самогубство та чинили опір.